# Јуротауер
Јуротауер (енгл. Eurotower) је пословни облакодер смештен у Загребу, на адреси Улица Ивана Лучића 4, на укрштењу Улице града Вуковара и Лучићеве улице. У згради су смештени уреди Загребачке берзе.

## Технички подаци
Највиши је облакодер у Републици Хрватској. Смештен је на косом терену, па се у обзир узимају две висине: 94 м од коте улазног платоа испред торња (Лучићева улица), односно највиша висина 96 м с друге стране, од улаза у гаражу (Хумболтова улица). Висина зграде од пода најнижег подземног спрата до највишег врха је 109.5 м. Изнад земље су високо приземље, галерија, 23 спрата и стројарница. Испод земље се налази 5 спратова подрума с 364 паркиралишних места за запосленике и посетиоце. Спратове послужује 8 модерних брзих лифтова, један теретни лифт, те два степеништа.
Облакодер је у облику квадра основе с правоугло удубљеном фасадом на 5 места. Удубљења (увучене конзоле) налазе се на дијаметрално супротним странама квадра, једна се протеже од 1. до 3. спрата, две од 8. до 10. спрата, и две од 18. до 22. спрата.
Цео комплекс је оригинално био замишљен као спој два облакодера од 26 и 13 спратова, звани Јуротауер I и Јуротауер II, али оба су на крају испали смањене висине.

## Историја
Земљиште је још 2002. године било предвиђено за облакодер, а радови су почели у лето 2004. године. Први прозор постављен је у мају 2005. године, достизање последњег спрата крајем августа 2005, а достизање пуне висине крајем септембра 2005. године.
Изградња торња завршена је 2006. године. Висина другог, нижег облакодера (пре званог Мамићев торањ) је редукована са 16 на 10 спратова, а његова изградња окончана је 2008. године.
Архитект торња био је Маријан Хржић, а улагач Јосип Кордић (директор фирме Hidrocommerce). Главни извођач радова конструкције зграде била је фирма Porr – Hrvatska, а главни извођач конструкције Hidrocommerce.